# Église Saint-Fructueux de Taurinya
L'église Saint-Fructueux est une église catholique située à Taurinya, en France. Bien que plusieurs fois rénovée, l'église a gardé son clocher roman du XIIe siècle.

## Localisation
L'église est située dans le département français des Pyrénées-Orientales, sur la commune de Taurinya.

## Historique
Le clocher est classé au titre des monuments historiques le 18 avril 1963, le reste de l'église étant inscrit ce même jour.